# The Goon Show
The Goon Show est une émission de radio humoristique de la BBC diffusée de 1951 à 1960. L'auteur principal et le porte-parole était Spike Milligan. Peter Sellers et Harry Secombe sont les deux autres personnages principaux. Avec leur humour absurde et surréaliste, ils sont considérés comme l’une des influences les plus importantes de Monty Python et de bien d'autres.